# Stephenson Hall
Stephenson Scholarship Hall, fundado en 1952, es uno de los once Scholarship Halls en la Universidad de Kansas, y uno de los cinco Scholarship Halls para varones solamente. Stephenson fue construido y amoblado gracias a una donación de 90 mil dólares americanos por parte de Lyle Stephenson, un asegurador y residente de Kansas City. Residentes de este Hall responden a los nombres de Lylemen o Stephensonés.

## Vida Diaria
En el establecimiento habitan 50 estudiantes. Como en similares Scholarship Halls, los habitantes regulares de Stephenson deben pagar mil seiscientos dólares americanos, lo cual es menor al precio de un dormitorio regular de la Universidad de Kansas. Por este privilegio, los estudiantes realizan tareas regulares de turno, entre las cuales se encuentran tareas de cocina y limpieza. La persona encargada de asignar tareas y asegurar su cumplimiento es el llamado proctor y, por tradición, es bautizado en el Lago Potter del Campus. 

## El edificio
Stephenson está compuesto por cuatro pisos. En el sótano hay una cocina, una despensa, un comedor de diario, una sala de entretenimiento en la cual se dispone de una televisión de pantalla gigante, una mesa de tenis de mesa, una mesa de billar y aparatos para levantamiento de pesas. Una puerta trasera en el sótano da a una cancha de baloncesto y a un estacionamiento. Debido a boliches como The Hawk (el Halcón) y The Wheel (La Rueda), este estacionamiento se encuentra saturado los fines de semana. 
El nivel principal o primer piso contiene la sala común de estar con un piano, un estante librero con libros robados muy raros y un estante de trofeos, en el cual se encuentran membresías de Wilbur Nether (un residente ficticio) y varios otros trofeos ganados o conseguidos por otros medios. En este piso también se encuentran los aposentos del director (SHD, en sus siglas en inglés). En este piso se encuentran otros 3 dormitorios, una sala dispuesta para el correo recibido y una oficina para encargados de mantenimiento. 
En el segundo y tercer piso se encuentran sólo dormitorios, los cuales tienen un baño común en cada piso. Los baños tienen tres lavamanos, dos urinarios, tres inodoros (los cuales no tienen nada de inodoros), y un grupo de duchas que en ocasiones es utilizado como sauna. 

## Becas
La beca Lance Storie Foster Memorial: Esta beca fue establecida en el año 1989 gracias a contribuciones recibidas por parte de la familia y amigos de Lance Foster. Es otorgada a residentes que planean volver a Stephenson y que han contribuido a Stephenson, al sistema de Scholarship Halls y a la comunidad Universitaria en general.
Lance nació en Stillwater, Oklahoma, y fue transferido de la Universidad estadual de Oklahoma. Obtuvo una licenciatura en sistemática y ecología y ciencias políticas en la Universidad de Kansas. Lance vivió en Stephenson por tres años y fue miembro activo del gobierno de este. Falleció el 7 de mayo de 1989 a los 23 años de edad.  